# Victor Lau
Pour les articles homonymes, voir Lau.
Victor Lau a été est chef du Parti vert de la Saskatchewan en 2006 ainsi que de 2011 à 2016, après la démission de Larissa Shasko. Il a également été cochef sous Shasko,,.
Victor Lau a été impliqué avec les verts de la Saskatchewan depuis la création du parti Nouvelle Alliance verte en 1998. Il a aussi été délégué syndical à la section locale 1400 des TUAC.

## Source
- (en) Cet article est partiellement ou en totalité issu de l’article de Wikipédia en anglais intitulé « Victor Lau » (voir la liste des auteurs).